# Rhagonycha talyschensis
Rhagonycha talyschensis is een keversoort uit de familie soldaatjes (Cantharidae). De wetenschappelijke naam van de soort werd in 1962 gepubliceerd door Khnzoryan.